# Epimedium sempervirens
Epimedium sempervirens är en berberisväxtart som beskrevs av Takenoshin Nakai och Maekawa. Epimedium sempervirens ingår i släktet sockblommor, och familjen berberisväxter.

## Underarter
Arten delas in i följande underarter:
- E. s. hypoglaucum
- E. s. rugosum